# Onchocercidae
Onchocercidae Chabaud & Anderson, 1959 es una familia de nemátodos en la superfamilia Filarioidea.  Incluye a los causantes de las enfermedades parasitarias más devastadoras para los humanos, como la Elefantiasis, Oncocercosis, Loiasis, y otras Filariasis.

## Géneros y especies representativas
La taxonomía de los nemátodos del orden Spirurida sigue en constante cambio, y la familia Onchocercidae contiene unos 70-80 géneros. Los siguientes géneros se incluyen en la familia Onchocercidae en el proyecto Wikispecies y en el Buscador taxonómico Entrez. Este último es el sistema taxonómico utilizado por las bases de datos del NCBI, incluyendo PubMed.
Géneros
- Acanthocheilonema
  - Acanthocheilonema viteae (parásito de los jerbos en Europa oriental, Irán y África del norte)
  - Acanthocheilonema reconditum (parásito de los perros)

- Brugia
  - Brugia malayi (primera causa de filariasis en humanos)
  - Brugia pahangi (parásito de gatos domésticos y animales salvajes)
  - Brugia timori (causante de la "Filariasis de timor" en humanoscause )

- Cercopithifilaria
  - Cercopithifilaria johnstoni (parásito de roedores y marsupiales en Australia

- Chandlerella
  - Chandlerella quiscali (parásito de aves en Norteamérica)

- Dipetalonema
  - Dipetalonema reconditum (parásito de perros, y algunas veces de humanos)
  - Dipetalonema repens (parásitos de perros y algunas veces de humanos)

- Dirofilaria
  - Dirofilaria immitis (verme del corazón de perros y gatos, y algunas veces de humanos)
  - Dirofilaria repens (parásito de perros, y algunas veces de humanos)
  - Dirofilaria tenuis (parásito de mapaches, y rara vez de humanos)
  - Dirofilaria ursi (parásito de osos, y algunas veces de humanos)

- Elaeophora
  - Elaeophora abramovi  (Parásito del alce en Rusia)
  - Elaeophora bohmi  (parásito de caballos en Australia e Irán)
  - Elaeophora elaphi  (parásito del ciervo en España)
  - Elaeophora poeli  (parásito de varios tipos de ganado en África y Asia)
  - Elaeophora sagitta  (parásito de diversos mamíferos en África)
  - Elaeophora schneideri (parásito de varios rumiantes en Norteamérica

- Foleyella
  - Foleyella furcata (parásito de lagartos)

- Litomosa
  - Litomosa westi (parásito de murciélagos)

- Litomosoides
  - Litomosoides brasiliensis (parásito de murciélagos)
  - Litomosoides scotti (parásito del roedor arrocero de los pantanos
  - Litomosoides sigmodontis (parásito de roedores)
  - Litomosoides wilsoni (parásito de zarigüeyas)

- Loa
  - Loa loa

- Mansonella (ver también Mansonelliasis)
  - Mansonella ozzardi (parásito del hombre en América Central y Sudamérica)
  - Mansonella perstans (parásito del hombre y de los primates en África y Sudamérica)
  - Mansonella streptocerca (parásito de los humanos en África)

- Ochoterenella
  - Ochoterenella digiticauda (parásito de los anfibios)

- Onchocerca
  - Onchocerca gibsoni (parásito del ganado en Asia y Australia)
  - Onchocerca gutturosa (parásito del ganado en África, Europa y Norteamérica)
  - Onchocerca volvulus (parásito de humanos en África, causante de la "ceguera de los ríos"

- Piratuba
  - Piratuba digiticauda (parásito de anfibios)

- Sarconema
  - Sarconema eurycerca (causante de las vermes cardíacas en cisnes)

- Waltonella
  - Waltonella flexicauda (parásito de las ranas toro)

- 'Wuchereria
  - Wuchereria bancrofti (parásito de humanos, causante de la "filariasis bancroftiana"
  - Wuchereria kalimantani (parásito de monos en Indonesia)